# Tenancingo, Puebla
Tenancingo är en ort i Mexiko.   Den ligger i kommunen Chignahuapan och delstaten Puebla, i den sydöstra delen av landet, 110 km öster om huvudstaden Mexico City. Tenancingo ligger 2 693 meter över havet och antalet invånare är 313.
Terrängen runt Tenancingo är lite kuperad. Runt Tenancingo är det ganska tätbefolkat, med 54 invånare per kvadratkilometer. Närmaste större samhälle är Chignahuapan, 13,3 km öster om Tenancingo. Omgivningarna runt Tenancingo är en mosaik av jordbruksmark och naturlig växtlighet.